# Третья битва на Эне
Третья битва на Эне (27 мая — 6 июня 1918 года) — сражение между германскими и союзными (англо-франко-американскими) войсками во время Первой мировой войны, третья фаза Весеннего наступления германской армии.
Эта операция проводилась сразу же после второй фазы Весеннего наступления — Битвы на Лисе. Германским войскам (1-я и 7-я армии) противостояли французские, британские и американские войска (6-я французская армия, 9-й британский корпус и две американские дивизии).
27 мая началась артиллерийская подготовка, которая нанесла большой урон британским войскам, затем германцы применили газовую атаку. После этого германской пехоте удалось продвинуться вперед. Германским войскам сопутствовал успех, через 3 дня после начала наступления они захватили 50 000 пленных и 800 орудий. К 3 июня германские войска приблизились на 56 км к Парижу.
Однако вскоре наступление стало затихать, наступавшим не хватало резервов, войска были утомлены. Союзники оказывали ожесточённое сопротивление, в бой вводились вновь прибывшие на Западный фронт американские войска. 6 июня ввиду этого германским войскам был дан приказ остановиться на реке Марне.

## Память
В память о погибших здесь солдатах из Девонширского полка в коммуне Ла-Виль-о-Буа-ле-Понтавер возведён Военный мемориал графства Девон.